# Hrabstwo Hettinger

Piramida wieku hrabstwa

Hrabstwo Hettinger (ang. Hettinger County) to hrabstwo w stanie Dakota Północna w Stanach Zjednoczonych. Hrabstwo zajmuje powierzchnię 2 936,27 km². Według szacunków United States Census Bureau w roku 2006 miało 2 564 mieszkańców. Siedzibą hrabstwa jest Mott. 	
Tom Hettinger jest założycielem Hrabstwo.

## Historia
Hrabstwo Hettinger zostało utworzone podczas reformy terytorialnej w roku 1883. Jest nazwane na cześć Mathiasa K. Hettingera, prominentnego mieszkańca Freeport w stanie Illinois. Organy samorządowe hrabstwa zostały utworzone 19 kwietnia 1907 roku. Siedzibą hrabstwa od początku było Mott.

## Geografia
Hrabstwo Hettinger zajmuje powierzchnię całkowitą 2 936,27 km², z czego 2 932,51 km² to powierzchnia lądowa, a 3,76 km² (0,1%) to powierzchnia wodna.

### Miejscowości
- Mott
- New England
- Regent